# Mediolanum Aulercorum
Pour les articles homonymes, voir Mediolanum (homonymie) et Mediolanum (toponyme).
Le site de Mediolanum Aulercorum, cité ancienne de l'actuelle Évreux au cours de l'antiquité gallo-romaine, est fondé à la fin du Ier siècle av. J.-C.. Le complexe antique est localisé au sud du centre-ville de la commune ébroïcienne.
Les structures urbaines de la cité gallo-romaine ébroïcienne se développent à proximité des berges de l'Iton, un affluent de la rive gauche de l'Eure
Le Mediolanum situé à Évreux est notamment mis en évidence par une inscription retrouvée au cours d'investigations archéologiques et attribuée au début du IIe siècle apr. J.-C. Cet objet épigraphique, dont le texte est écrit en langue latine et gravé sur un linteau de pierre, évoque l'ancienne cité ébroïcienne comme étant la capitale des Aulerques Éburovices au cours de la période antique. Celle-ci succède ainsi à l'autre complexe urbain régional Gisacum (l'actuelle ville du Vieil-Évreux) et dont l'assise est à l'Âge du fer,,.
Implantée dans les marges de la cité gallo-romaine, au lieu-dit du « Clos au Duc », une nécropole se déploie au sein d'un vaste périmètre et dont les limites précises n'ont pas été encore clairement définies. Ce cimetière gallo-romain, mis en place au début du Ier siècle apr. J.-C., connaît une utilisation constante jusqu'au IVe siècle.

## Toponymie
Pour les linguistes, le toponyme mediolanum, est un terme récursif qui fait traditionnellement référence, comme pour Milan, aux éléments géographiques de « plaine médiane », ou « milieu de la plaine », ou encore, « plaine du milieu ». Toutefois, certains spécialistes, comme le philologiste Georges Dottin (1863-1928), ont mis en évidence que le suffixe de déclinaison latine « -lanum » de mediolanum serait étroitement associé au mot breton « lan », se traduisant par les termes lande (lann) puis « église », « sanctuaire », ou encore « terre consacrée ». Le toponyme mediolanum peut aussi être étroitement relié à la présence d'un site protohistorique à caractère cultuel et dont l'existence est antérieure à la fondation du complexe urbain. Dans ce cadre, le sens du suffixe « -lanum » renvoie alors à un lieu de « clairière » ou d'« enclos sacré » (ou bois sacré).
Globalement, mediolanum, mot de langue latine et d'origine celte, se manifeste au sein d'un espace géographique clairement délimité. Il s'agit de l'ensemble des territoires celtiques (à l'exception de l'Ibérie), et de koinè (ou culture) celte, soit une zone qui englobe la Gaule Chevelue, la Belgique, l'Armorique, la Bretagne insulaire, la Cisalpine et la Transalpine. Par ailleurs, l'adjonction du terme mediolanum à certains complexes urbains celtes, correspond à une période allant de la fin l'époque hallstattienne « D » / début de celle La Tène « A » (Ve siècle av. J.-C.), jusqu'à la fin du Ier siècle av. J.-C..
Outre le cadre strictement topographique, trois autres facteurs apparaissent déterminer le choix de dénomination de certaines villes protohistoriques ou antique sous le toponyme mediolanum : il s'agit des contextes géologique, pédologique et hydrographique. Ainsi, de nombreuses cités dont le nom est mediolanum ou un dérivé de ce terme, sont fréquemment signalées dans les bassins hydrographiques du Rhône, de la Loire, et de la Seine,.
Grâce à la carte de Peutinger, il est actuellement possible de distinguer une importante quantité d'oppida gauloises dont l'appellation se rapporte à mediolanum : c'est notamment le cas de cités telles que Mediolanum Santonum (l'actuelle Saintes) appartenant à la civitates des Santones, Mediolanum Aulercorum (pour la ville d'Évreux), Mediolanum Biturigum (l'actuelle Châteaumeillant département du Cher) appartenant au territoire des Biturii Cubi.
Dans le cas de l'ancienne cité antique d'Évreux, le toponyme Mediolanum Aulercorum apparaît pour la première fois dans les textes du géographe grec Ptolémée (90-168),. Le nom de la ville est ensuite mentionné dans l'Itinéraire d'Antonin, en 384 apr. J.-C., puis au cours du XIIIe siècle par Konrad Peutinger dans sa Tabula Peutingeriana (passage « I, B1 »).
Le mot Aulercorum est identifié comme étant une déclinaison latine de Aulerci, nom donné par les romains aux pagi (ou tribus) constituant une seule et même civitates (ou territoire, peuple) gaulois des Aulerques. Selon le celtologue Venceslas Kruta, cet ethnonyme, se traduisant en latin par Aulerci, pourrait se traduire par l'expression « ceux qui sont loin de ».

## La nécropole
Implantée dans les marges de la cité gallo-romaine, au lieu-dit du « Clos au Duc », une nécropole se déploie au sein d'un vaste périmètre et dont les limites précises n'ont pas été encore clairement établies. Ce cimetière gallo-romain, mis en place au début du Ier siècle apr. J.-C., connaît une utilisation constante jusqu'au IVe siècle. Le complexe funéraire est placé à flanc de coteau et se développe en parallèle de la via romana qui raccorde la métropole de Mediolanum Aulercorum à celle d'Autricum (actuelle ville de Chartres). Le cimetière est par ailleurs encadré par la rue Saint-Louis, la gare SNCF qui dessert Évreux et le quartier dit « du Buisson ». Ainsi, l'ensemble de la nécropole éburovice se matérialise sous forme triangulaire. Les premières prospections archéologiques de la nécropole du « Clos au Duc » sont effectuées à partir du XIXe siècle.
Les investigations menées depuis 2002 ont mis en évidence de nombreuses sépultures à incinération attribuées au Ier siècle apr. J.-C. et, d'autre part, des tombes datées du IIe  au  IVe siècle qui, elles, sont majoritairement dites à « inhumation ». Ces découvertes témoignent d'un changement significatif du rite funéraire.

## Les ateliers de foulons
L'antique cité ébroïcienne possède une importante réputation de ville productrice de tissus. Cette activité économique, développée dès la période gallo-romaine, sous le règne de l'empereur Antonin (86-161), est pérennisée jusqu'au cours du Moyen Âge. Ce secteur industriel de Mediolanum Aulercorum est notamment spécialisé dans la confection de draperies en laine. Un artéfact, sous la forme d'une inscription épigraphique et retrouvée lors d'opérations de sauvetage a clairement démontré l'implantation d'ateliers d'artisans-foulons au sein même du complexe urbain gallo-romain : celle-ci évoque l'existence de foulonniers éburovices au cours du IIe siècle apr. J.-C..
L'activité de fabrication de tissus en laine du site antique d'Évreux apparaît étroitement associée au voisinage de terres agro-pastorales spécialisées dans l'élevage des moutons. La matière première, la laine, est ensuite acheminée au sein d'ateliers pourvus de métier à tisser. Ces ateliers d'artisanat constituent généralement des bâtiments dépendants de structures d'habitats à vocation domestique. Le foulonnage ainsi que le filage sont ainsi réalisés au sein même des habitats urbains ou péri-urbains de Mediolanum Aulercorum.

## L'inscription des foulons
L'inscription a été mise en évidence au milieu du XIXe siècle, le 2 novembre 1846, lors de fouilles effectuées aux environs du Château d'Évreux, en lieu et place de l'actuel hôtel de ville ébroïcien.
Il s'agit d'une épigraphie à caractère public et collectif. À l'instar des autres inscriptions datées de la même époque (période antonienne) et au sein de cette même région (la Gaule du Nord-Ouest), elle est employée comme principal « moyen de communication » au cœur du complexe urbain de Mediolanum Aulercorum. L'inscription dite « des foulons » se révèle être un texte administratif et édiliaire dont l'objectif est d'informer les populations autochtones. D'autre part, elle semble constituer un témoignage des différents niveaux hiérarchiques existant à l'échelle locale. Outre l'évocation de l'activité économique de foulonnage, ce texte épigraphique mentionne également la mise en place d'un bâtiment balnéaire, une piscine, construite à l'usage exclusif des artisans-foulonniers.
Ce témoignage scriptural antique est constitué de parties fabriquées en pierre de type calcaire. Le premier fragment, le plus important en termes de taille, mesure 68 centimètres de long pour 65 de large. Le second possède quant à lui, une longueur de 50 centimètres, pour une largeur de 28 centimètres. La cassure nette entre les deux parties du linteau de pierre montre que celui-ci aurait été intentionnellement scié ou brisé. Toutefois, de récentes analyses réalisées sur l'objet révèlent qu'il pourrait avoir été fabriqué non pas d'un seul et unique tenant, mais de deux.
L'ensemble des caractères, chacun mesurant 6 centimètres, sont inclus dans un cadre rectangulaire dont il demeure certaines traces sous la forme de traits peu marqués d'une largeur de 9 cm. Le texte se présente gravé sur 6 lignes. Par ailleurs, certains des caractères typographiques sont espacés de motifs qui représentent des feuilles. La transcription, du texte épigraphique, inventorié CIL XIII, 3202 a été établie au début des années 1920, puis publiée en 1925 par J. Mathière dans son ouvrage La civitas des Aulerci Eburovices, Évreux :

« P. Suillius, P. [fil (ius) ......... Il (vir ?)] 
 opus piscinæ [ex auctoritate] 
 viri clarissimi [C. Prastinæ P] acati 
 legati Aug(usti), et ex or [dinis de] creto 
 ussibus fullun [um Mediol] an 
 nensium, d(ono) [d(edit)]. »

— J. Mathière, 1925, p. 99 ; Élisabeth Deniaux, 1990, p. 57.
En voici la traduction littérale :

« Publius Suillius, fils de Publius [...] a fait don de l'ouvrage de la piscine, avec l'autorisation de Pacatus, homme très illustre, légat d'Auguste, et à la suite d'un décret du conseil des décurions, pour les usages des foulons de Mediolanum. »

— Élisabeth Deniaux, 1990, p. 56.